# Ballongyngen
Ballongyngen er en forlystelse i Tivoli fra 1943.
Ballongyngen er et pariserhjul udformet som luftballoner. Deraf navnet. Tivoli ejede tidligere et mindre pariserhjul, som hed Det store Ur. Det lukkede i 2012 . Ballongyngen er bygget og indviet i 1943, men allerede i 1880'erne havde Tivoli et pariserhjul med gondoler som luftballoner.
En meget kendt Tivoli-plakat viser en gondol fra Ballongyngen. Plakaten er af Ib Andersen fra 1943 og genoptrykt i 1952.
Ballongyngen er baggrund for en scene i den danske filmmusical Forelsket i København hvor Siw Malmkvist og Henning Moritzen synger Bent Fabricius Bjerre og Volmer Sørensens "Forelsket i København" (Du og jeg).

## Tekniske data
- Fart: 10 km/t eller 12-15 sek./omdr.
- Antal ballongynger: 6
- Højde: 18,7 meter
- Afstand fra centrum til hver ballongynge: 7,5 meter
- Turens længde: 2-5 min
- Kapacitet: 24 personer/tur
- Opført: 1943

## Eksterne links
- Tivolis side om Ballongyngen Arkiveret 5. august 2019 hos  Wayback Machine

55°40′23″N 12°34′03″Ø / 55.67295°N 12.56753°Ø
| Bygning eller seværdighed | Spire Denne artikel om en bygning, et bygningsværk eller en seværdighed er en spire som bør udbygges. Du er velkommen til at hjælpe Wikipedia ved at udvide den. |